# Nuša Rajher
Nuša Rajher, née le 20 juillet 1983 à Maribor, est une taekwondoïste slovène.
Elle remporte la médaille de bronze aux Championnats d'Europe de taekwondo 2010 à Saint-Pétersbourg dans la catégorie des moins de 73 kg.
Elle participe aux Jeux olympiques d'été de 2012 dans la catégorie des plus de 67 kg ; elle est éliminée en quarts de finale par la Russe Anastasia Baryshnikova.